# Juri Michailowitsch Jelissejew
Juri Michailowitsch Jelissejew (russisch Юрий Михайлович Елисеев; bei der FIDE Urii Eliseev; * 29. Juli 1996 in Moskau; † 26. November 2016 ebenda) war ein russischer Schachspieler.

## Leben
Jelissejew erlernte das Schachspiel in seiner Schulzeit. Seine ersten Trainer waren Witali Fetissow und Jewgeni Reschetnikow. Er gewann 2011 und 2012 mit der russischen Mannschaft die U16-Olympiade. Im Jahr 2012 wurde er russischer U16-Jugendmeister und in der gleichen Altersklasse Jugendweltmeister in Maribor. Im selben Jahr wurde ihm der Titel eines Internationalen Meisters (IM) verliehen, die erforderlichen Normen erfüllte er im März 2011 beim IM-Turnier W. Dworkowitsch in Moskau, im Mai 2011 beim World Youth Stars in Kirischi, im Oktober 2011 beim Tschigorin-Memorial in Sankt Petersburg und im Februar 2012 beim Moskau Open. Die letzte IM-Norm galt auch als GM-Norm, weitere Normen erfüllte Jelissejew im November 2012 beim Tschigorin-Memorial in Sankt Petersburg und im Februar 2013 beim Moskau Open, so dass ihm im Jahr 2013 der Großmeistertitel (GM) verliehen wurde. 2015 gewann er zusammen mit Iwan Bukawschin und Alexander Rachmanow den „Gouverneur-Cup“ in Chanty-Mansijsk, ein stark besetztes offenes Turnier, sowie die Meisterschaft von Moskau.
Seinen größten Erfolg feierte er mit seinem Sieg beim sehr stark besetzten Open von Moskau im Februar 2016, wo er vor Spielern wie Anton Korobow, Wladislaw Artemjew, Ernesto Inarkiew Erster wurde. Bei der russischen U20-Jugendmeisterschaft desselben Jahres wurde er geteilter Erster zusammen mit Kirill Alexejenko. Sein letztes Turnier war das Tschigorin-Memorial in Sankt Petersburg im Oktober 2016, bei dem er 6,5 Punkte aus 9 Partien machte und damit die Preisränge verpasste. Im November 2016 erreichte Jelissejew seine höchste Elo-Zahl von 2614.
Jelissejew verstarb durch einen Sturz aus dem zwölften Stockwerk eines Hochhauses. Er habe laut Zeitungsberichten versucht, aus einem Fenster auf den Balkon zu gelangen. Jelissejew habe sich, wie verschiedene Medien berichteten, wiederholt als Parkourläufer betätigt.